# 은하철도의 꿈
《은하철도의 꿈》(일본어: ジョバンニの島 조반니노시마[*]→조반니의 섬)은 2014년 공개된 일본의 애니메이션 영화이다.

## 줄거리
아버지 ‘타츠오’의 영향으로 매일같이 기차 놀이를 하며 은하철도를 타고 우주를 여행하는 상상 속에 살아 가는 ‘준페이’와 ‘칸타’ 형제는 부모님을 따라 섬에 살게 된 파란 눈의 소녀 ‘타냐’와 친구가 되어 시코탄 섬에서 소중한 우정을 쌓아간다.
그러나 어느 날 찾아온 낯선 어른들에 의해 시코탄 섬의 평화는 깨져버리고 만다. '타츠오’가 섬 밖으로 끌려가게 되자 형제는 아버지가 남기고 간 책, [은하철도의 밤]을 품에 안고 아버지를 찾기 위해 길을 떠난다.

## 목소리 출연
- 요코야마 코타
- 이치무라 마사치카
- 나카마 유키에
- 야나기하라 카나코
- 폴리나 일루센코

## 같이 보기
- 쿠릴 열도 분쟁